# (4482) Frèrebasile
(4482) Frèrebasile es un asteroide perteneciente al cinturón de asteroides, descubierto el 1 de septiembre de 1986 por Alain Maury desde el Observatorio del Monte Palomar, Estados Unidos.

## Designación y nombre
Designado provisionalmente como 1986 RB. Fue nombrado Frèrebasile en honor astrónomo francés Nicolas Dupont, en su retirada religiosa en Frere Basile.

## Características orbitales
Frèrebasile está situado a una distancia media del Sol de 2,342 ua, pudiendo alejarse hasta 2,948 ua y acercarse hasta 1,736 ua. Su excentricidad es 0,258 y la inclinación orbital 24,95 grados. Emplea 1309 días en completar una órbita alrededor del Sol.

## Características físicas
La magnitud absoluta de Frèrebasile es 12,9. Tiene 7,064 km de diámetro y su albedo se estima en 0,294.